# Жак Шарр'є
Жак Шрекс (фр. Jacques Charrier; нар. 6 листопада 1936, Мец, Франція) — французький актор і кінопродюсер.

## Біографія
Народився 6 листопада 1936 року в Меці. Готувався до кар'єри військового, проте 1953 року він вступив до «Школи витончених мистецтв» (Страсбург), де освоював професію кераміста. 1956 року професор Консерваторії Монпельє запропонував йому роль Фредеріка за твором Альфонса Доде. Успіх підштовхнув відправитися в Париж у віці 20 років, там він вступив в «ENSATT: Вищу Національну школу прикладних наук і технологій». Щоб не брати участь в війні в Алжирі, симулював нервовий розлад, потім і справді виявився в психіатричній лікарні (порізав собі вени, перебуваючи в казармі).
1958 року став актором театру «Комеді Франсез», після працював в театрі Монпарнас.
Дебютував в кіно у фільмі "Судова поліція " (1958) Моріса де Канону. Потім виконав роль Боба Летельє в картині Марселя Карне «Брехуни».
Популярність Жаку принесла головна роль в комедії Крістіана-Жака «Бабетта йде на війну» (1959), де він зіграв в дуеті з Бріджит Бардо.
Працював з Андре Каятта, Аньєс Варда, Клодом Шабролем, Мішель Девіль.
До початку 1970-х років кар'єра Шарр'є пішла на спад, і він вирішив зайнятися продюсуванням. Працював з Жаном-Клодом Бріалі, виступав як продюсер у фільмі Гельвіо Сабо «Дощ в Сантьяго» (1975). Остаточно пішов з кіно 1983 року.
1980 року він повернувся в «Школу витончених мистецтв», на цей раз в Парижі, і зайнявся живописом. Згодом регулярно виставлявся між Парижем і Сан-Франциско.
З 1997 року він живе в Парижі. У тому ж році Жак Шаррі опублікував книгу «Моя відповідь Бріджит Бардо» (Ma réponse à Brigitte Bardot) під редакцією Мішеля Лафоном.

## Особисте життя
На зйомках фільму «Бабетта йде на війну» (1959) Жак знайомиться з Бріджит Бардо, після чого вони закохуються і одружуються 18 червня 1959 року — відразу після закінчення зйомок над фільмом. 11 січня 1960 року у них народився син Ніколя-Жак Шаррі — єдина дитина Бріджит. 30 січня 1963 року Жак Шаррі розлучився з Бріджит Бардо, і отримав право опіки над дитиною, якого виховував зі своєю новою дружиною Франс Луї-Дрейфус, від шлюбу з якою у нього з'явилися дві дочки: Софі і Марі.
Третьою дружиною Жака стала Лінда, у шлюбі з якою народилася Розалія (1995) — 3-тя донька. В цей час Шаррі одружений (з 2009 року) на японському фотографові Макіко.

## Фільмографія

### Актор
1958 — Брехуни / Les Tricheurs — Боб Летельє
1959 — Бабетта йде на війну / Babette s'en va-t-en guerre — Жерар де Креси
1959 — Ті, що фліртують / Les Dragueures — Фредді
1960 — Гаряча рука / La main chaude — Мішель
1961 — Прекрасна американка / La Belle Americaine
1962 — Сім смертних гріхів / Les Sept péchés capitaux
1962 — Око лукавого / L'Œil du malin — Альбан Мерсьє
1963 — Через, через жінку / À cause, à cause d'une femme — Ремі Ферте
1963 — Кармен 63 / Carmen di Trastevere
1964 — Франсуаза, або Подружнє життя / Françoise ou La vie conjugale — Жан-Марк Дюбрей
1964 — Жан Марк або подружнє життя / Jean-Marc ou La vie conjugale — Жан-Марк Дюбрей
1964 — Марі Солей / Marie Soleil — Аксель
1966 — Кар'єра / À belles dents — Жан-Лу Коста
1966 — Створення / Les Créatures — Рене де Монтьуон (в титрах не вказаний)
1967 — Найдревніша професія у світі / Le plus vieux métier du monde — Нік / Джон Деметрій
1969 — Сірокко / Sirokkó — Марко
1972 — Сонця острова Пасхи / Le Viager — Алан

### Продюсер
- 1969 — Сірокко / Sirokkó
- 1972 — Шипшина / Églantine
- 1975 — Над Сантьяго йде дощ / Il pleut sur Santiago